# NATO-Ukraine-Charta
Die NATO-Ukraine-Charta ist ein am 9. Juli 1997 auf dem NATO-Gipfel in Madrid verabschiedeter militärischer Partnerschaftsvertrag zwischen der NATO und der Ukraine.
Danach verpflichtete sich die Ukraine auf Beschluss des Nordatlantikrates an militärischen Operationen der Combined Joint Task Force (CJTF) teilzunehmen, die entweder mit Mandat des UN-Sicherheitsrates durchgeführt werden oder unter Leitung der OSZE stehen.
Es wurden Konsultationen über Abrüstungs- und Kontrollfragen (Vertrag über Konventionelle Streitkräfte in Europa) sowie Waffen- und Technologietransfer geführt. Die Charta ermöglicht eine gemeinsame militärische Ausbildung und PfP-Übungen.
Die NATO unterhält seither ein Informations- und Dokumentationszentrum in Kiew, während die Ukraine eine militärische Verbindungsstelle in Brüssel eingerichtet hat.

## Verlauf der Beziehungen zwischen der NATO und der Ukraine
Im Jahr 2002 wurde zur Erweiterung der NATO-Basis die Zusammenarbeit von NATO und Ukraine mit dem NATO-Ukraine-Aktionsplan vertieft und Russland mit in den NATO-Russland-Rat einbezogen.
Eine Aufnahme der Ukraine in die NATO gestaltete sich schwierig, da Russland nicht auf die Schwarzmeerflotte auf der Autonomen Republik Krim verzichten wollte.
Der ukrainische Präsident Wiktor Juschtschenko versuchte im Februar 2005, mit der NATO einen Aktionsplan abzuschließen, der zur Mitgliedschaft der Ukraine führen sollte. Der Antrag wurde aber nur von einer Minderheit der Bevölkerung unterstützt, es kam zu Protestdemonstrationen und das Parlament der Ukraine beschloss, dass ein Beitrittsgesuch ein landesweites Referendum voraussetze. Russland reagierte mit Warnungen und Drohungen.
Der NATO-Gipfel in Bukarest 2008 begrüßte prinzipiell den Antrag der Ukraine auf Mitgliedschaft, was allerdings nicht bedeutete, die Ukraine direkt aufzunehmen, sondern vielmehr in einen Prozess der Klärung notwendiger Fragen einzutreten (anders als gleichzeitig mit Kroatien und Albanien, mit denen unmittelbar Beitrittsgespräche angesetzt wurden). In der Erklärung des Gipfels heißt es:
“NATO welcomes Ukraine’s and Georgia’s Euro-Atlantic aspirations for membership in NATO. We agreed today that these countries will become members of NATO. (…) Therefore we will now begin a period of intensive engagement with both at a high political level to address the questions still outstanding pertaining to their MAP [membership action plan] applications.”

Heute machen wir deutlich, dass wir die MAP-Anträge dieser Länder unterstützen. Daher werden wir jetzt mit beiden in eine Phase intensiven Engagements auf hoher politischer Ebene eintreten, um die noch offenen Fragen im Zusammenhang mit ihren MAP-Anträgen zu lösen. Wir haben die Außenminister gebeten, auf ihrer Tagung im Dezember 2008 eine erste Bewertung der Fortschritte vorzunehmen. Die Außenminister sind befugt, über die MAP-Anträge der Ukraine und Georgiens zu entscheiden.
US-Präsident Bush erklärte: „Wir müssen klarstellen, dass die NATO die Bestrebungen der Ukraine und Georgiens für eine NATO-Mitgliedschaft begrüßt und ihnen einen klaren Weg zur Erreichung dieses Ziels anbietet.“ Zu Präsident Wladimir Putin gewandt, äußerte er: „Der Kalte Krieg ist vorbei.“
Während der völkerrechtswidrigen Annexion der ukrainischen Halbinsel Krim durch Russland im März 2014 beschloss die NATO, ihre Kontakte mit der Ukraine zu intensivieren, die Beziehungen zu Moskau einzufrieren und geplante gemeinsame Aktionen mit den russischen Streitkräften auszusetzen. Im August 2014 kündigte Regierungschef Arsenij Jazenjuk eine Wiederaufnahme des NATO-Kurses an.
Im März 2018 erkannte die NATO offiziell an, dass die Ukraine eine NATO-Mitgliedschaft anstrebt. Georgien und Bosnien-Herzegowina genießen einen ähnlichen Status. „Die Tür der NATO steht jedem europäischen Land offen, das in der Lage ist, das Engagement und die Verpflichtungen der Mitgliedschaft zu erfüllen und zur Sicherheit im euro-atlantischen Raum beizutragen“, sagte die Allianz in einer Erklärung vom 9. März.
Am 30. September 2022 – knapp ein halbes Jahr nach dem russischen Überfall – reichte die Ukraine einen Antrag zur beschleunigten Mitgliedschaft bei der NATO ein. Am 12. Juli 2023 tagte erstmals der NATO-Ukraine-Rat im Rahmen des NATO-Gipfels in Vilnius, am 26. Juli erfolgte ein weiteres Treffen. Der Rat behandelt insbesondere die derzeitige und zukünftige militärische Unterstützung der Ukraine durch die NATO-Länder.